# Montecassiano
Montecassiano je italská obec v provincii Macerata v oblasti Marche.
V roce 2012 zde žilo 7 259 obyvatel.

## Sousední obce
Appignano, Macerata, Montefano, Recanati

## Vývoj počtu obyvatel
Zdroj: 